# Лесли, Роуз
Ро́уз Элеано́р Арба́тнот-Ле́сли (англ. Rose Eleanor Arbuthnot-Leslie, род. 9 февраля 1987, Абердин, Великобритания) — шотландская актриса театра, кино и телевидения. Наиболее известна по роли Гвен Доусон в телесериале «Аббатство Даунтон» (2010—2015) и по роли «одичалой» Игритт в телесериале «Игра престолов» (2012—2014).

## Ранние годы и образование
Родилась 9 февраля 1987 года в Абердине (Шотландия). При рождении получила полное имя Роуз Элеанор Арбатнот-Лесли. Выросла в фамильном замке XV века Ликлихед в Абердиншире, будучи третьей из пяти детей Себастиана Арбатнот-Лесли и Кандиды Мэри Лесли.
Происходит из древнего шотландского клана Лесли, давшего миру немало военных, политических и государственных деятелей, в том числе в России. Семье Лесли принадлежит также фамильный замок XII века Уортхилл в графстве Абердин. Является правнучкой Саймона Фрейзера, 13-го лорда Ловат, 2-го барона Ловат.
Посещала начальную школу в Рейне, затем училась в частной школе «Милфилд» (Сомерсет). В 2005—2008 годах обучалась на трёхгодичных актёрских курсах при престижной Лондонской театральной академии, по окончании которых получила диплом бакалавра искусств.

## Карьера
Дебютировала в 2008 году в телевизионном фильме «Злоключения за границей».
Обладательница Шотландской премии БАФТА в номинации «Юные дарования», за роль в телевизионном фильме «Новый город» (2009). В 2010 году играла в пьесе «Бедлам» (Bedlam), которая с успехом шла в знаменитом лондонском театре «Глобус».
Следующей ступенью в её карьере стало участие в известном британском телесериале «Аббатство Даунтон», в котором она снялась в роли горничной Гвен (2010 и 2015 годы). В 2011 году была утверждена на роль «одичалой» Игритт в масштабном телепроекте канала НВО «Игра престолов». В 2012 году снялась в фильме «Сейчас самое время», главные роли в котором исполнили Дакота Фэннинг и Джереми Ирвин. В том же году снялась в одном эпизоде телесериала «Вера», в 2014 году — в телесериалах «Утопия» и «Замок Бландингс». С октября по ноябрь 2014 года снималась в мини-сериале «Большой пожар». Затем она снялась в главной роли в фильме ужасов «Медовый месяц», вместе с Гарри Тредэвэйем. В 2015 году появилась в двух эпизодах в телесериале «Лютер».
В 2015 году снялась в роли ведьмы в фильме режиссёра Брека Айснера «Последний охотник на ведьм». Партнёрами Роуз по съёмочной площадке стали Вин Дизель, Элайджа Вуд и Майкл Кейн. В 2016 году стало известно, что она появится в фильме «Записки из рая».

## Личная жизнь
Прожив во Франции 3 года, Лесли свободно говорит по-французски. Работая актрисой, она проживала в Баттерси, Лондон, а после переехала в Северный Лондон.
Увлекается скалолазанием, бегом, кулинарией, горнолыжным спортом, стрельбой из лука и теннисом.
В 2016 году было официально подтверждено, что Лесли встречается с коллегой по сериалу «Игра престолов» Китом Харингтоном с 2012 года. В 2017 году Харингтон и Лесли начали жить вместе. В сентябре 2017 года они объявили о своей помолвке, опубликовав сообщение в The Times. Свадьба состоялась 23 июня 2018 года в родовом замке клана Лесли в Абердиншире (Шотландия). 26 сентября 2020 года стало известно, что пара ожидает появления первенца. В начале 2021 года у пары родился сын. В июне 2023 года родился второй ребёнок — дочь.

## Фильмография
| Год       |    | Русское название                | Оригинальное название    | Роль               |
| --------- | -- | ------------------------------- | ------------------------ | ------------------ |
| 2008      | с  | Злоключения за границей         | Banged Up Abroad         | Ким                |
| 2009      | тф | Новый город                     | New Town                 | Риан               |
| 2010—2015 | с  | Аббатство Даунтон               | Downton Abbey            | Гвен Доусон        |
| 2011      | с  | Преступления прошлого           | Case Histories           | Лора Вайр          |
| 2012      | с  | Вера                            | Vera                     | Лена Холгейт       |
| 2012      | ф  | Сейчас самое время              | Now Is Good              | Фиона              |
| 2012—2014 | с  | Игра престолов                  | Game of Thrones          | Игритт             |
| 2014      | ф  | Медовый месяц                   | Honeymoon                | Биа                |
| 2014      | с  | Замок Бландингс                 | Blandings                | Ниагара Дональдсон |
| 2014      | тф | Утопия                          | Utopia                   | юная Милнер        |
| 2014      | тф | Большой пожар                   | The Great Fire           | Сара               |
| 2015      | с  | Лютер                           | Luther                   | Эмма Лейн          |
| 2015      | ф  | Последний охотник на ведьм      | The Last Witch Hunter    | Хлоя               |
| 2016      | ф  | Записки из рая                  | Sticky Notes             | Афина              |
| 2016      | ф  | Морган                          | Morgan                   | Эми                |
| 2017—2019 | с  | Хорошая борьба                  | The Good Fight           | Майя Ринделл       |
| 2021      | с  | Дежурство                       | Vigil                    | Кирстен Лонгакр    |
| 2022      | ф  | Смерть на Ниле                  | Death on the Nile        | Луиза              |
| 2022      | с  | Жена путешественника во времени | The Time Traveler's Wife | Клэр Эбшир         |
| 2025      | с  | Мисс Остин                      | Miss Austen              | Изабелла Фаул      |
| 2025      | с  | Взлом                           | The Hack                 |                    |

## Работы в театре
| Год         | Название                | Место проведения                                            | Режиссёр                         |
| ----------- | ----------------------- | ----------------------------------------------------------- | -------------------------------- |
| 2005 - 2015 | Перепутали север        | Музыкальный зал «Уилтон» Театр «Октагон»                    | Мак Стаффорд-Кларк               |
| 2005 - 2015 | Кан-кан                 | Лондонская академия музыкального и драматического искусства | Анна Дарем                       |
| 2005 - 2015 | Ромео и Джульета        | Лондонская академия музыкального и драматического искусства | Джон Силк                        |
| 2005 - 2015 | Перикл                  | Лондонская академия музыкального и драматического искусства | Родни Котье                      |
| 2005 - 2015 | Учёные женщины          | Лондонская академия музыкального и драматического искусства | Дженни Липман                    |
| 2005 - 2015 | Кавказский меловой круг | Совместная лондонская театральная компания Театр «Мак Ован» | Джон Бакстер                     |
| 2005 - 2015 | Ломая барьеры в Барнли  | Совместная лондонская театральная компания                  | Робин Соанс и Мак Стаффорд-Кларк |
| 2005 - 2015 | Дядя Ваня               | Лондонская академия музыкального и драматического искусства | Колин Кук                        |
| 2005 - 2015 | Антигона                | Лондонская академия музыкального и драматического искусства | Марк Белл                        |
| 2005 - 2015 | Монологи детей          | Ройал-Корт                                                  | Дэнни Бойл                       |
| 2005 - 2015 | Бедлам                  | Глобус                                                      | Нелл Лиссон                      |

## Награды и номинации
| Год  | Награда                        | Категория                                       | Работа         | Результат |
| ---- | ------------------------------ | ----------------------------------------------- | -------------- | --------- |
| 2009 | BAFTA Scotland                 | Новый талант                                    | Новый город    | Победа    |
| 2014 | Премия Гильдии киноактёров США | Лучший актёрский состав в драматическом сериале | Игра престолов | Номинация |